# Carterornis
Carterornis és un gènere d'ocells de la família dels monàrquids (Monarchidae).

## Taxonomia
Segons la Classificació del Congrés Ornitològic Internacional (versió 13.1, 2023) aquest gènere està format per 4 espècies:
- Carterornis leucotis - monarca orellut.
- Carterornis pileatus - monarca de clatell blanc.
- Carterornis castus - monarca de les Tanimbar.
- Carterornis chrysomela - monarca daurat.

Aquests ocells eren classificats al gènere Monarcha fins que diversos estudis van propiciar la creació per a ells del gènere Carterornis.